# George Henry Griebel

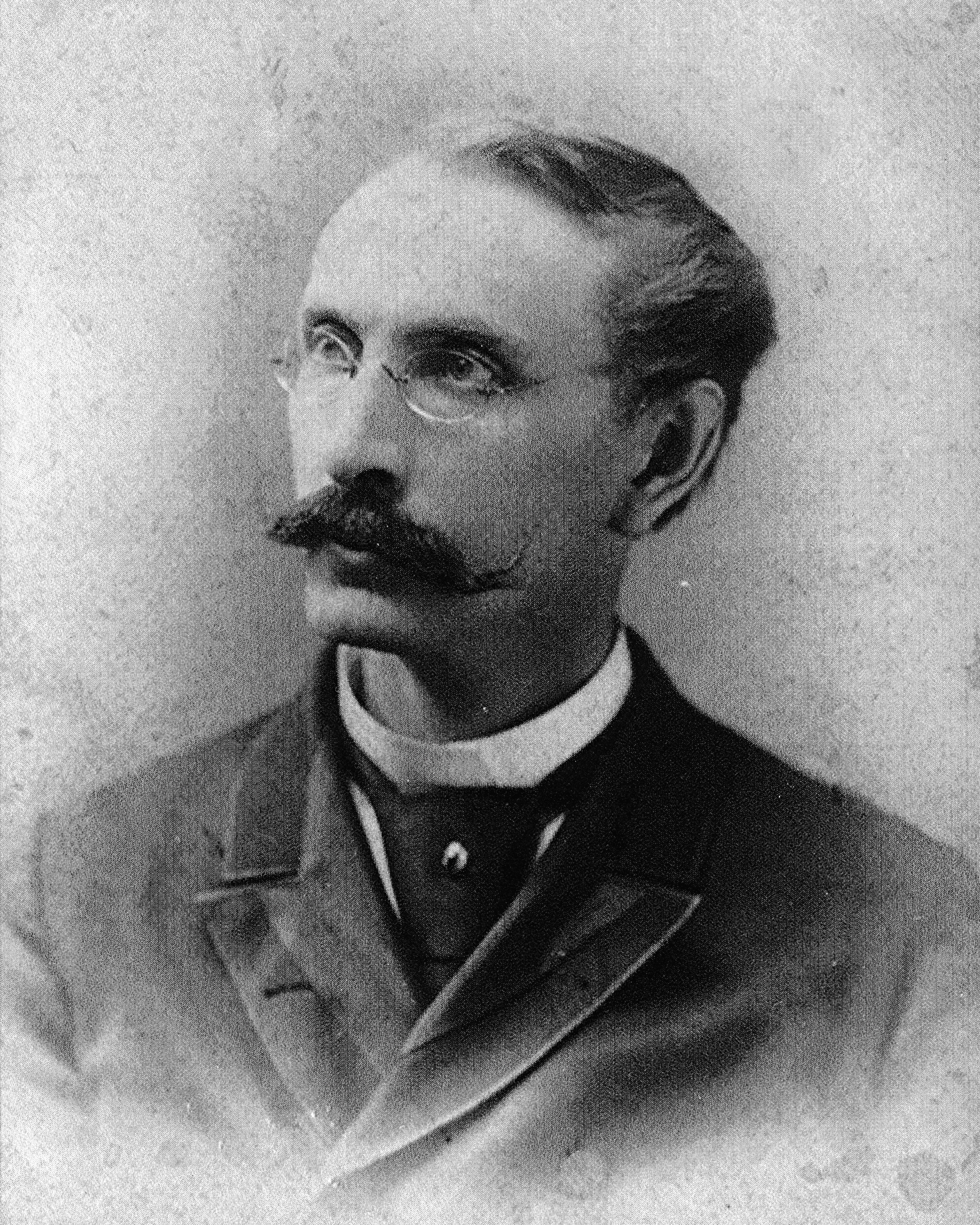
George Henry Griebel

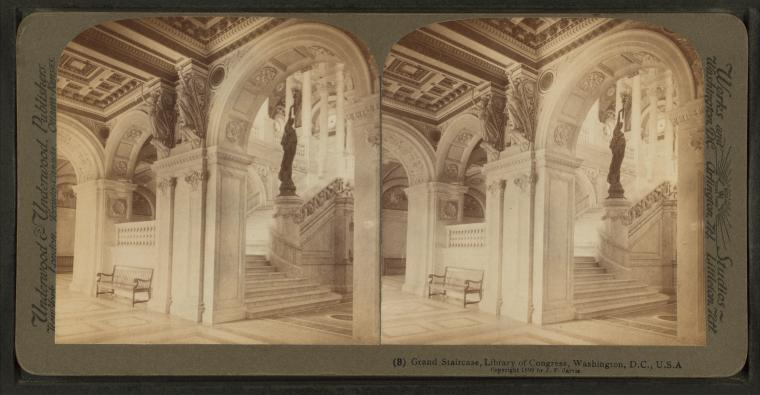
Grand Staircase, Library of Congress, Washington, D.C.

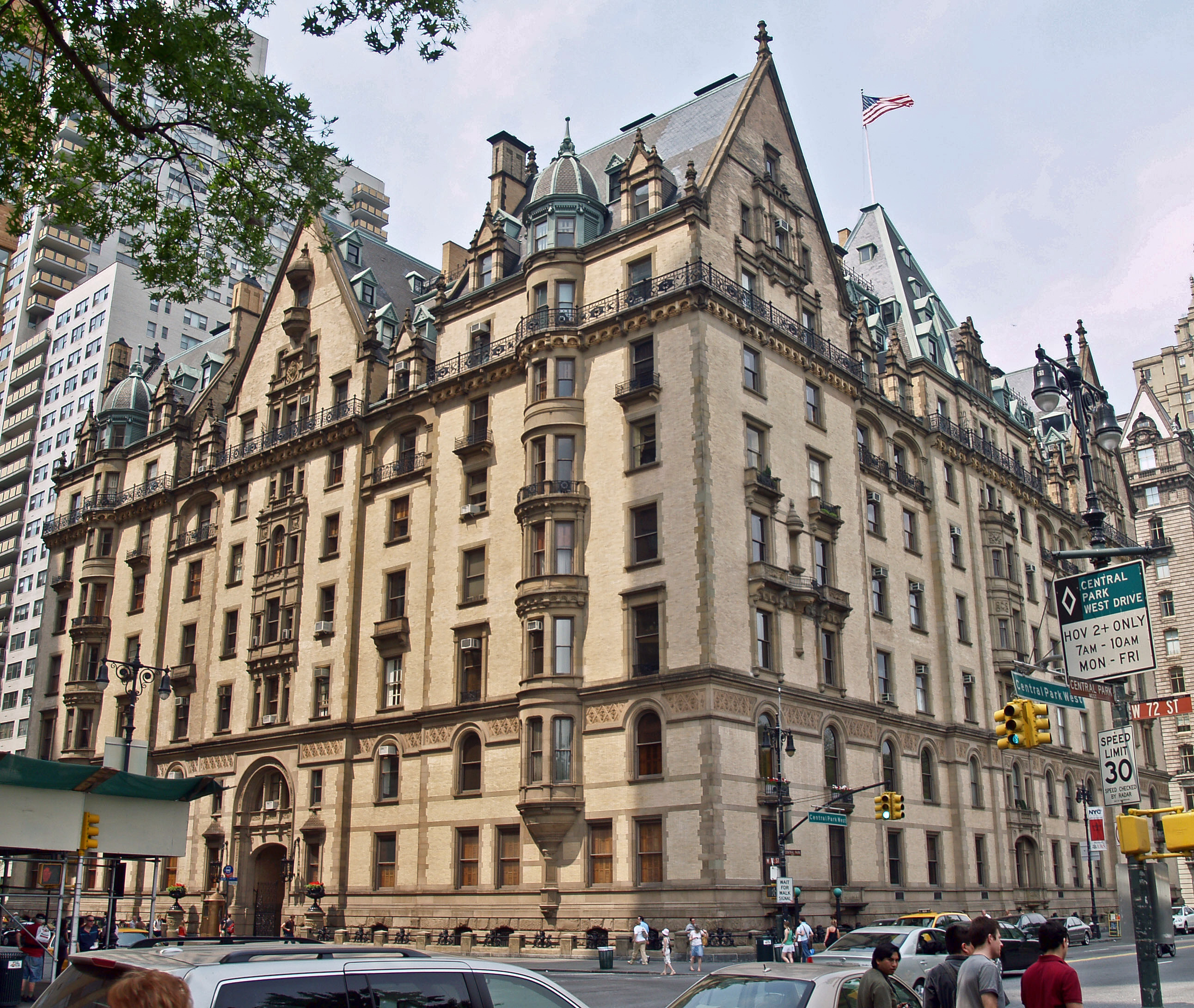
Dakota Building, New York

Geronimo, 1886 nach seiner Gefangennahme an die Mauer des Quadrangle gelehnt

George Henry Griebel, getauft Georg Heinrich Griebel, (* 13. August 1846 in Berlin; † März 1933 in New York, NY) war ein deutsch-amerikanischer Architekt.

## Familie
Griebel entstammte einer mehrere Generationen am preußischen Hof tätigen Musikerfamilie. Sein Vater Julius Heinrich Griebel (1809–1865) war einer der bedeutenden Cellisten des 19. Jahrhunderts, Solo-Cellist der Königlichen Hofkapelle zu Berlin, Mitglied des Zimmermann-Quartetts und Cello-Lehrer. Sein Großvater Johann Heinrich Griebel (1772–1852), verheiratet in zweiter Ehe mit Ludovica Jauch, war Fagottist der Königlichen Hofkapelle und erster Lehrer des Opernkomponisten Albert Lortzing. Seine Onkel, der Oboist Heinrich Franz Griebel und der deutsch-kanadische Violinist und Komponist Ferdinand (Frederick) Griebel (1819–1858) waren ebenfalls Mitglieder der Königlichen Hofkapelle. Ferdinand Griebel verließ Deutschland 1848, war später Mitglied des Germania Society Orchestra in Boston und zuletzt Konzertmeister der Toronto Philharmonic Society.

## Leben und Werk
Griebel wurde an der Preußischen Militärakademie für das Ingenieurkorps ausgebildet. 1865 verließ er die Preußische Armee und wanderte mit seinem Bruder Maximilian, einem Violinisten, in die USA aus. Seine Studien setzte er an der Georgetown University in Washington, D.C. fort. 1869 nahm er eine Stelle im Kriegsministerium der Vereinigten Staaten an als Architekt und Ingenieur des Generalquartiermeisters. Versetzt nach San Antonio in Texas, erbaute er 1871 das „Quadrangle“ des Forts Sam Houston, in dem 1886 der Indianerhäuptling Geronimo gefangengehalten wurde – heute Hauptquartier der 5th U.S. Army und, wie andere Bauten Griebels, Kulturdenkmal im National Register of Historic Places.
Er entwarf das große Treppenhaus der Library of Congress in Washington, D.C. und errichtete an der Grand Row auf dem Gelände der heutigen Folger Shakespeare Library Backsteinvillen als Residenzen für Diplomaten, die jedoch überwiegend von Kongressmitgliedern bezogen wurden.
1880 übersiedelte Griebel nach New York und heiratete Frances Bourne, mit der er drei Kinder hatte, darunter die Komponistin Edna B. Griebel. In New York errichtete er zahlreiche Gebäude, unter anderem das Dakota Building, das er für das Architekturbüro von Henry Janeway Hardenbergh mit Karl Jacobsen entwarf und dessen Errichtung er leitete.  Da zu jener Zeit Architekten, die keine eigene Firma hatten, nicht als Erbauer von Gebäuden genannt wurden, ist Griebel bei diesem und anderen Gebäuden regelmäßig nicht als Architekt erwähnt, sondern die Architekturbüros, für die er arbeitete. Tatsächlich gehen auf ihn das Singer Manufacturing Company’s Office Building, Third Avenue and Sixteenth Street, vierzehn Häuser auf West Eighty-fifth Street und West Seventy-third Street,  1902–1904 der Barnett Store, Seventy-fourth Street and Columbus Avenue,  sowie das Aschenbroedel Clubhouse, 144 East 86th Street in Yorkville zurück. In Anerkennung seiner Verdienste wurde Griebel Mitglied des Clubs auf Lebenszeit. Der Club war von ausgewanderten deutschen Musikern gegründet worden, die um Anerkennung kämpfen mussten, entwickelte sich aber bald zu einer der führenden Gesellschaften New Yorks.  Weitere Bauten waren das Unger Storage and Power Building, 46 Huston Street, 1891 das Gebäude 201 East 16th Street  und 1894–1895 das Ahrens Building, 70–76 Lafayette Street. Zu nennen ist ferner das Majestic Apartment House, Ecke St. Nicholas und One Hundred und Forty-fifth Street.
Griebel lebte zuletzt 489 Fifth Avenue  und starb durch einen Autounfall.